# Antonio Martínez Latur
Antonio Martínez Latur (Cofrentes, 23 de enero de 1862 - Vitoria, 16 de junio de 1889), más conocido como Milá o Capitán Milá, fue un acróbata valenciano.
Entró a trabajar en la compañía del catalán Joan Milà, quien le acogió como a un hijo, y de quien tomó el nombre. Fue muy conocido por sus espectáculos en globo.
Murió en un accidente de globo durante una actuación en Vitoria.